# Mika Miyazato
Mika Miyazato (宮里美香 Miyazato Mika?) (nacida el 10 de octubre de 1989 en Okinawa) es una golfista profesional japonesa que juega en la Ladies Professional Golf Association (LPGA) Tour.
Como amateur, Miyazato ganó el Japan Amateur Women's Championship 2004 a la edad de 14 años, y fue la jugadora más joven en ganar el evento. En los Juegos Asiáticos 2006, ganó medallas de plata en las competiciones individuales y equipo. Miyazato se convirtió en profesional en 2008 después de terminar en un empate en el número 12 en la LPGA Final Qualifying Tournament, un final que le dio estatus de exención en el LPGA Tour para la temporada 2009. En su primera temporada turística, acabó en cuarto lugar en el torneo LPGA Corning Classic y Wegmans LPGA.